# Hackberry (Teksas)
Hackberry – miasto w Stanach Zjednoczonych, w stanie Teksas, w hrabstwie Denton.